# Lahtis–Heinola-banan
| Straight track |

| Station on track |

| Unknown BSicon "ABZglr" | Unknown BSicon "STR+r" |

|  | Non-passenger station/depot on track |

|  | Non-passenger station/depot on track |

|  | Non-passenger station/depot on track |

|  | Non-passenger end station |

| Straight track |

| Station on track |

| Unknown BSicon "ABZglr" | Unknown BSicon "STR+r" |

|  | Non-passenger station/depot on track |

|  | Non-passenger station/depot on track |

|  | Non-passenger station/depot on track |

|  | Non-passenger end station |

Lahtis-Heinola-banan är en del av det finländska järnvägsnätet som färdigställdes 1932. I tiderna gick både passagerar- och godstrafik på banan, men idag enbart godstrafik. Banan förlängdes kontinuerligt och en plan tänkte dra den ända till S:t Michel. Denna plan var nära att godkännas, men i och med att riksväg 5 blev klar sattes banförbindelsens förlängning på is. Man hade även tänkt att dra en bana från Heinola till Jyväskylä.